# M-Audio

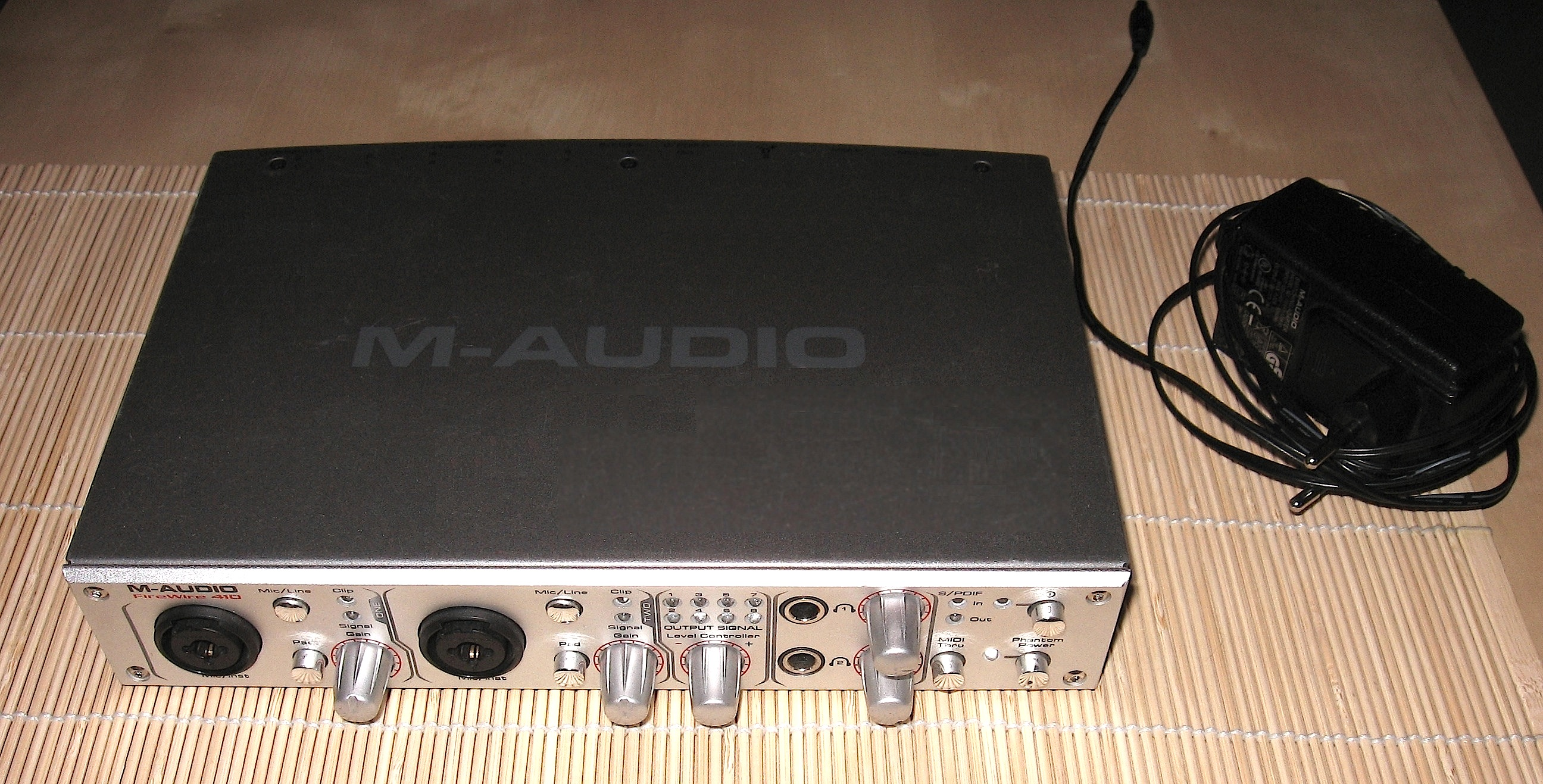
M-Audio Firewire 410

M-Audio – producent sprzętu muzycznego i komputerowego.
Wśród produktów M-Audio znajdują się m.in. karty muzyczne na złączach Firewire (m.in. Firewire 410), USB (m.in. Fast Track) i PCI (m.in. Delta 1010), interfejsy MIDI, klawiatury sterujące MIDI, pianina cyfrowe, monitory odsłuchowe, mikrofony, preampy, miksery audio, podręczne rejestratory dźwięku, oprogramowanie muzyczne i sprzęt dla DJ-ów. Karty muzyczne M-Audio wspierają standard ASIO, a poprzez opcjonalny sterownik można uruchomić na nich oprogramowanie Pro Tools w dedykowanej wersji M-Powered (pod większością względów identyczną do wersji LE).